# Alhaji Mohammed
Alhaji Mohammed (Chicago, 29 ottobre 1981) è un ex cestista statunitense naturalizzato ghanese, professionista in Europa.
È il fratello di Nazr Mohammed.

## Palmarès
- Campionato rumeno: 3

Asesoft Ploiesti: 2012-13, 2013-14
- Coppa d'Olanda: 1

Matrixx Magixx: 2007
- Coppa d'Ungheria: 1

Albacomp: 2017